# Ухровске Подхрадје
Ухровске Подхрадје (слч. Uhrovské Podhradie) насељено је мјесто са административним статусом сеоске општине (слч. obec) у округу Бановце на Бебрави, у Тренчинском крају, Словачка Република.

## Становништво
| Година:    | 1994. | 2004.    | 2014.    | 2024.  |
| ---------- | ----- | -------- | -------- | ------ |
| Број људи: | 66    | 46       | 40       | 43     |
| Разлика:   |       | -30,30 % | -13,04 % | +7,5 % |

| Година:    | 2023. | 2024.   |
| ---------- | ----- | ------- |
| Број људи: | 42    | 43      |
| Разлика:   |       | +2,38 % |

Према подацима о броју становника из 2011. године насеље је имало 37 становника.